# Кан Со Ра
Кан Со Ра (кор. 강소라) — південнокорейська акторка.

## Біографія
Кан Со Ра народилася 18 лютого 1990 року. Свою акторську кар'єру розпочала зі зйомок у фільмі жахів «Таємниця четвертого періода». Зростання популярності молодої акторки пов'язане з ролями в медичній драмі «Лікар чужоземець» та серіалі «Місенг: Невдале життя», які стали популярними не тільки у Кореї а і у Китаї. Пізніше Со Ра зіграла головні ролі у популярних серіалах «Теплий та затишний» та «Мій адвокат, містер Чо».
У лютому 2019 року відбулася прем'єра біографічного фільму «Ум Бок Дон», головну жіночу роль в якому зіграла Со Ра. У томуж році вона знялася в комедійному фільмі «Таємний зоопарк», прем'єра якого відбулася на початку наступного року.

## Фільмографія

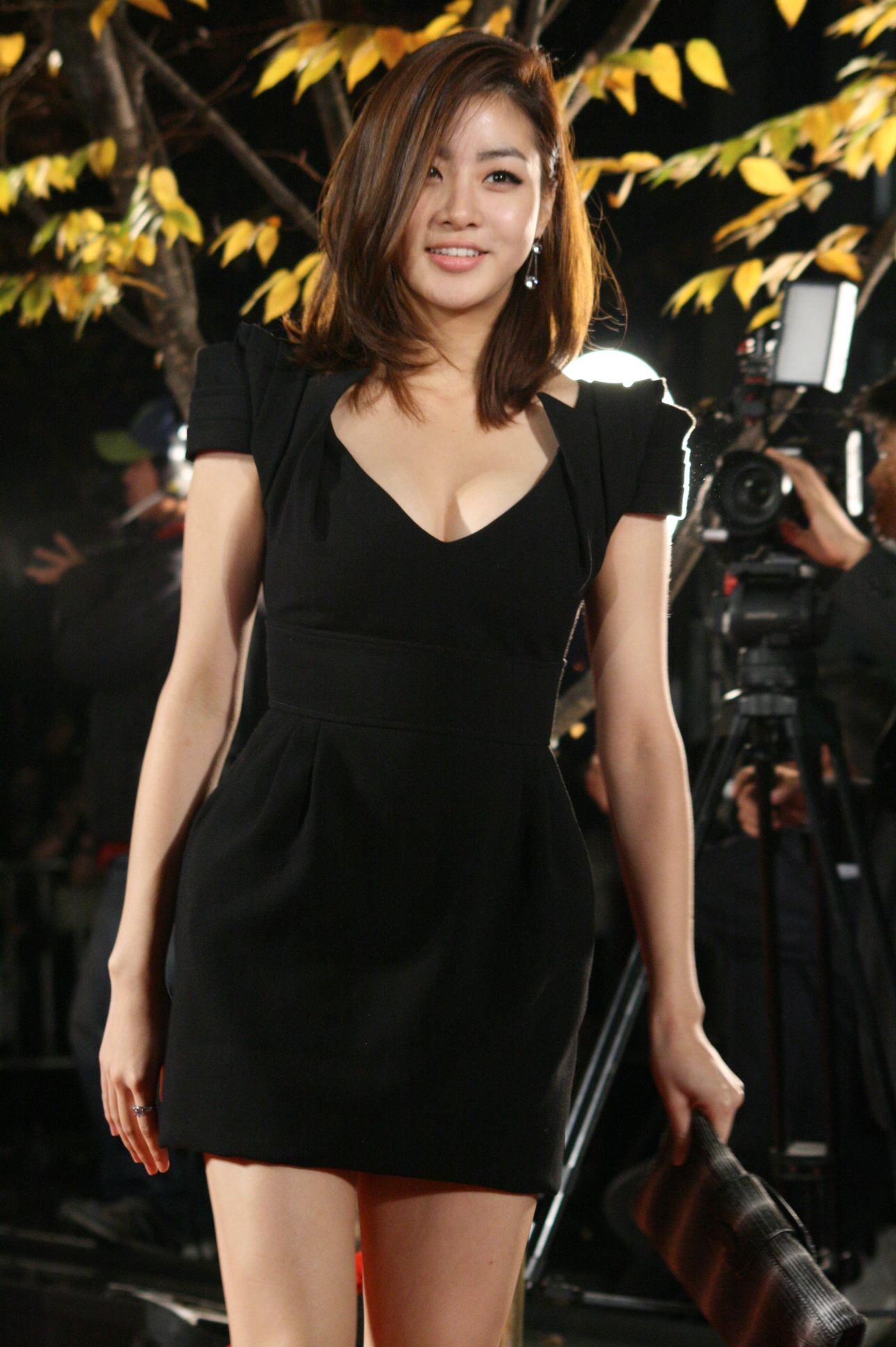
Кан Со Ра у 2011 році

### Телевізійні серіали
| Рік  | Назва                         | Роль       | Мережа         |
| ---- | ----------------------------- | ---------- | -------------- |
| 2010 | «Груба місс Йон'є» (7 сезон)  | Кан Со Ра  | tvN            |
| 2010 | «Лікар Чамп»                  | Квон Ю Рі  | SBS            |
| 2010 | «Груба місс Йон'є» (8 сезон)  | Кан Со Ра  | tvN            |
| 2011 | «Моє гірке життя»             | Хон Юн Мі  | KBS1           |
| 2012 | «Одержимі мрією 2»            | Сін Хе Сан | KBS2           |
| 2013 | «Грізні попередження»         | На До Хї   | SBS            |
| 2013 | «Груба місс Йон'є» (12 сезон) | Кан Со Ра  | tvN            |
| 2014 | «Лікар чужоземець»            | О Су Хян   | SBS            |
| 2014 | «Місенг: Невдале життя»       | Ан Йон Гї  | tvN            |
| 2015 | «Теплий та затишний»          | Лі Чан Чжу | MBC            |
| 2016 | «Мій адвокат, містер Чо»      | Лі Ин Чжо  | KBS2           |
| 2017 | «Революційна любов»           | Пек Джун   | tvN            |
| 2018 | «Краса всередині»             | Камео      | JTBC           |
| 2023 | «Чи можемо ми бути чужими?»   | О Ха Ра    | Genie TV / ENA |

### Фільми
| Рік  | Назва                         | Роль                       |
| ---- | ----------------------------- | -------------------------- |
| 2009 | «Таємниця четвертого періода» | Лі Да Чон                  |
| 2009 | «Основна історія Кванте»      | Чі Хьо                     |
| 2011 | «Сонячний день»               | молода Ха Чун Хва          |
| 2012 | Відважна                      | Меріда (корейський дубляж) |
| 2013 | «Мій Папаротті»               | Сук Хї                     |
| 2013 | «Тримайся, містер Лі»         | Камео                      |
| 2019 | «Ум Бок Дон»                  | Кім Хьон Сін               |
| 2020 | «Таємний зоопарк»             | Хан Со Вон                 |
| 2021 | «В очікуванні дощу»           | Су Чжін                    |

## Нагороди
| Рік  | Нагорода                                  | Категорія                                                        | Робота                                       | Результат | Прим.  |
| ---- | ----------------------------------------- | ---------------------------------------------------------------- | -------------------------------------------- | --------- | ------ |
| 2011 | 5-та Премія «Mnet 20's Choice»            | Hot Movie Star                                                   | «Сонячний день»                              | Перемога  | [ 6 ]  |
| 2011 | 20-та Кінопремія Буїль                    | Краща нова акторка                                               | «Сонячний день»                              | Перемога  | [ 7 ]  |
| 2011 | 48-а Премія Великий дзвін                 | Краща нова акторка                                               | «Сонячний день»                              | Номінація |        |
| 2011 | 32-га Премія Блакитний дракон             | Краща нова акторка                                               | «Сонячний день»                              | Номінація |        |
| 2012 | 48-а Премія мистецтв Пексан               | Краща нова акторка фільму                                        | «Сонячний день»                              | Номінація |        |
| 2012 | 48-а Премія мистецтв Пексан               | Найпопулярніша акторка фільму                                    | «Сонячний день»                              | Перемога  | [ 8 ]  |
| 2012 | 48-а Премія мистецтв Пексан               | Краща нова акторка телебачення                                   | «Одержимі мрією 2»                           | Номінація |        |
| 2012 | 12-та Премія розваг MBC                   | Нагорода за популярність (Variety Show)                          | «Ми одружилися» (3 сезон)                    | Перемога  | [ 9 ]  |
| 2013 | 21-а Премія SBS драма                     | Нагорода за високу майстерність (акторки драми вихідного дня)    | «Грізні попередження»                        | Номінація |        |
| 2013 | 21-а Премія SBS драма                     | Нова зірка                                                       | «Грізні попередження»                        | Перемога  | [ 10 ] |
| 2014 | 9-та Премія азійського фестивалю моделей  | Популярна зірка                                                  |                                              | Перемога  | [ 11 ] |
| 2014 | Miss Asia Pacific World Super Talent      | Нова зірка Азії                                                  | Перемога                                     | [ 12 ]    |        |
| 2014 | 7-а Премія корейської драми               | Нагорода за високу майстерність (акторки)                        | «Лікар чужоземець»                           | Перемога  | [ 13 ] |
| 2014 | 3-я Премія «Зірок МААТР»                  | Нагорода за високу майстерність (акторки мінісеріалу)            | «Лікар чужоземець»                           | Номінація |        |
| 2014 | 22-га Премія SBS драма                    | Нагорода за високу майстерність (акторки спеціальних драм)       | «Лікар чужоземець»                           | Номінація |        |
| 2014 | 7-а Премія Herald Donga Lifestyle         | Кращий стиль року                                                |                                              | Перемога  | [ 14 ] |
| 2015 | Премія корейської асоціації рекламодавців | Краща модель                                                     | Перемога                                     | [ 15 ]    |        |
| 2015 | 4-та Премія «Зірок МААТР»                 | Нагорода за високу майстерність (акторки мінісеріалу)            | «Місенг: Невдале життя» «Теплий та затишний» | Номінація |        |
| 2015 | 34-та Премія MBC драма                    | Нагорода за високу майстерність (акторки мінісеріалу)            | «Теплий та затишний»                         | Перемога  | [ 16 ] |
| 2016 | Перша премія азійський артист             | Краща зіркова акторка                                            | «Мій адвокат, містер Чо»                     | Номінація |        |
| 2016 | 30-та Премія KBS драма                    | Нагорода за високу майстерність (акторки середньотривалої драми) | «Мій адвокат, містер Чо»                     | Номінація |        |